# Lanio cristatus
Lanio cristatus, conhecido popularmente como tiê-galo, é uma espécie de ave da família Thraupidae.  É encontrado em Bolívia, Brasil, Colômbia, Equador, Guiana Francesa, Guiana, Peru, Suriname, e Venezuela.  Seu habitat natral é a floresta úmida e matagais secos tropicais ou subtropicais. São reconhecidas dez subespécies.

## Taxonomia
Em 1760 o zoólogo francês Mathurin Jacques Brisson incluiu uma descrição do tiê-galo no suplemento de seu Ornithologie baseado em um espécime coletado em Caiena, Guiana Francesa. Ele usou o nome francês Le tangara noir hupé de Cayenne e o nome em latim Tangara cayanensis nigra cristata. Embora Brisson tenha cunhado nomes em latim, esses não estão em conformidade com a nomenclatura binomial e não são reconhecidos pela Comissão Internacional de Nomenclatura Zoológica. Quando em 1766 o naturalista sueco Carl Linnaeus atualizou seu Systema Naturae para a 12ª edição, este adicionou 240 espécies que haviam sido descritas anteriormente por Brisson em sua Ornithologie, sendo um deles o tiê-galo. Linnaeus incluiu uma descrição concisa, cunhou o nome binomial Tanagra cristata e citou o trabalho de Brisson. O nome específico é do latim e significa "emplumado" ou "com crista". São reconhecidas dez subespécies.

## Descrição
O tiê-galo mede aproximadamente 15 cm de comprimento e pesa em torno de 20 g. O macho tem a cabeça preta, meio da garganta pardo-alaranjado e crista achatada vermelho-alaranjada. A parte superior do corpo é preta com um uropígio dourado enquanto a parte inferior é preto-acastanhada escura. A parte de baixo das asas é branca. A fêmea é marrom-acanelada por cima e pardo-alaranjada por baixo.

## Distribuição e habitat
Esta espécie é nativa de florestas de várzea na metade norte da América do Sul. Existem duas populações disjuntas, a maior cobrindo a maior parte da Bacia Amazônica no Brasil, partes do sul da Venezuela, Guiana, Suriname e Guiana Francesa e partes do leste da Colômbia, Equador, Peru e Bolívia. A parte separada da extensão é ocupada pela subespécie L. c. brunneus e cobre uma faixa costeira do Brasil de Recife a Curitiba.

## Conservação
O tiê-galo é uma espécie bastante comum com uma distribuição muito ampla. A população não foi quantificada, mas a tendência parece estável e a população total é considerada grande. Por essas razões, a IUCN classificou o status de conservação da ave como sendo pouco preocupante.